# 今津のザゼンソウ群落
今津のザゼンソウ群落（いまづのザゼンソウぐんらく）は、滋賀県高島市にあるザゼンソウの群生地。国内南限のザゼンソウ自生地として知られ、饗庭野の湿地帯に高密度で広く群生する。
なお、毎年2月下旬には周辺で「ザゼンソウまつり」が開催される。

## 歴史
- 1981年（昭和56年）：今津中学校の生徒が理科授業の観察時に発見する。
- 1986年（昭和61年）：環境庁の自然環境保全基礎調査の特定植物群落に選定される。
- 1989年（平成元年）：滋賀県自然環境保全条例の緑地環境保全地域に指定される。

## 所在地
滋賀県高島市今津町弘川

## 画像

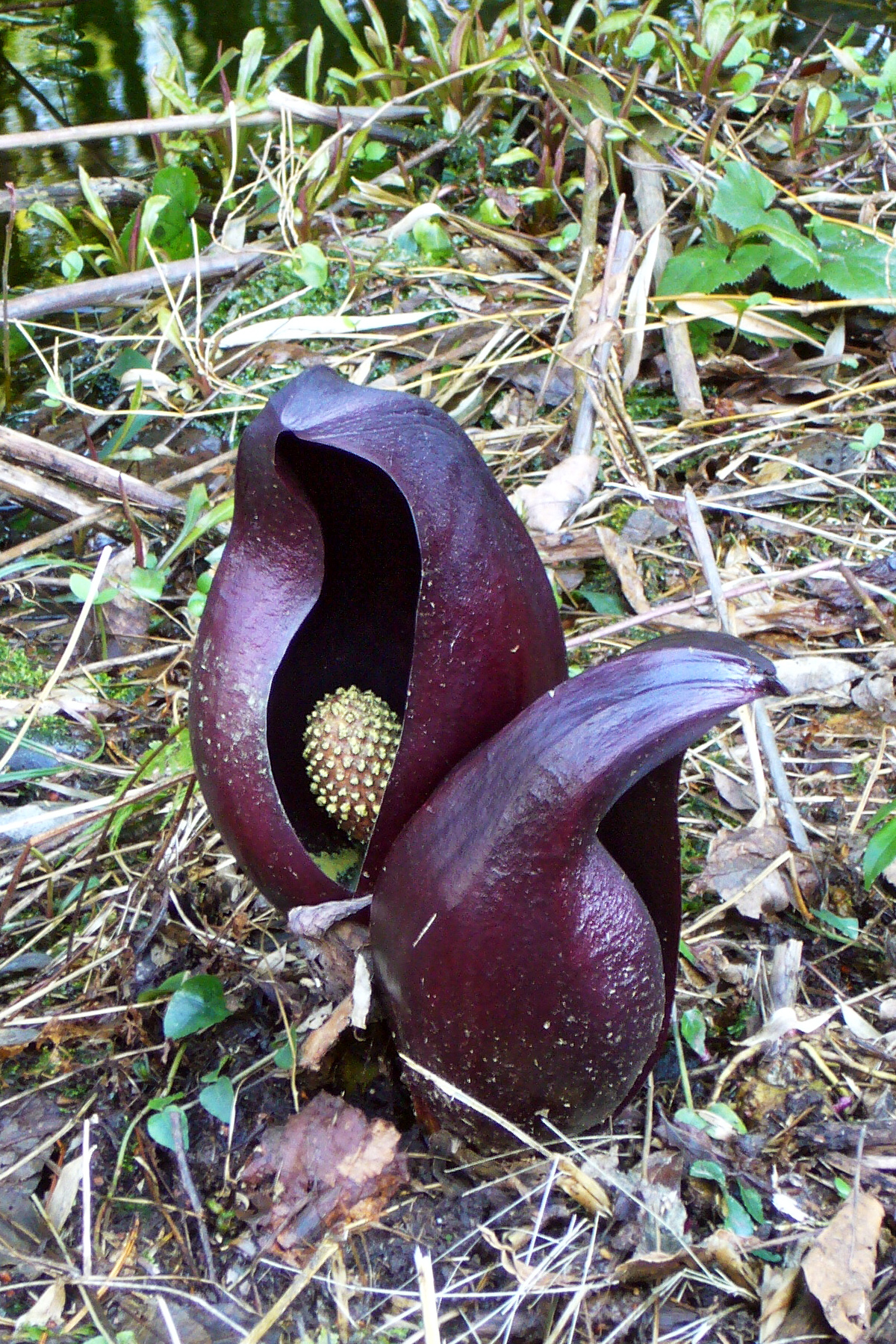
ザゼンソウの花
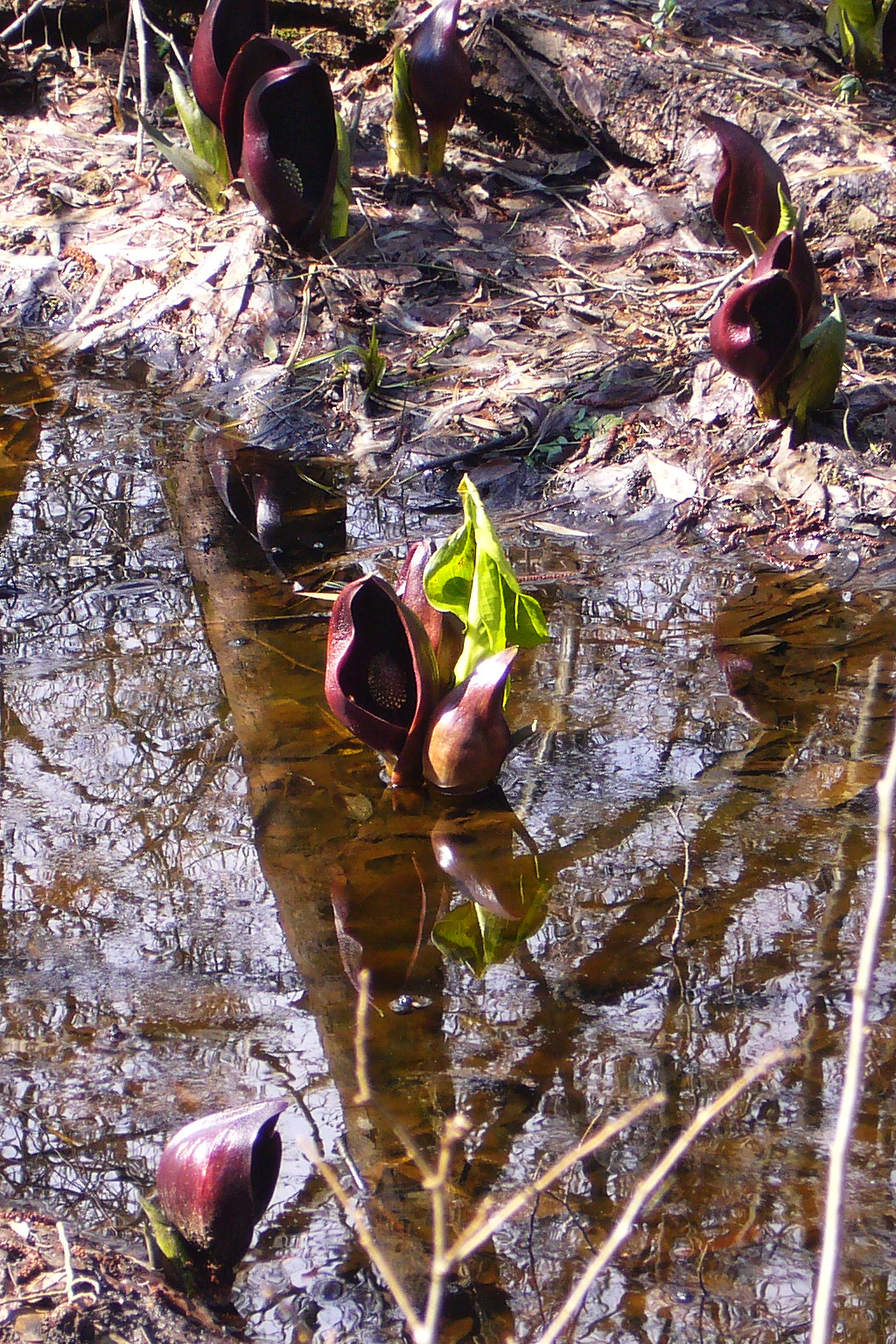
ザゼンソウ群生
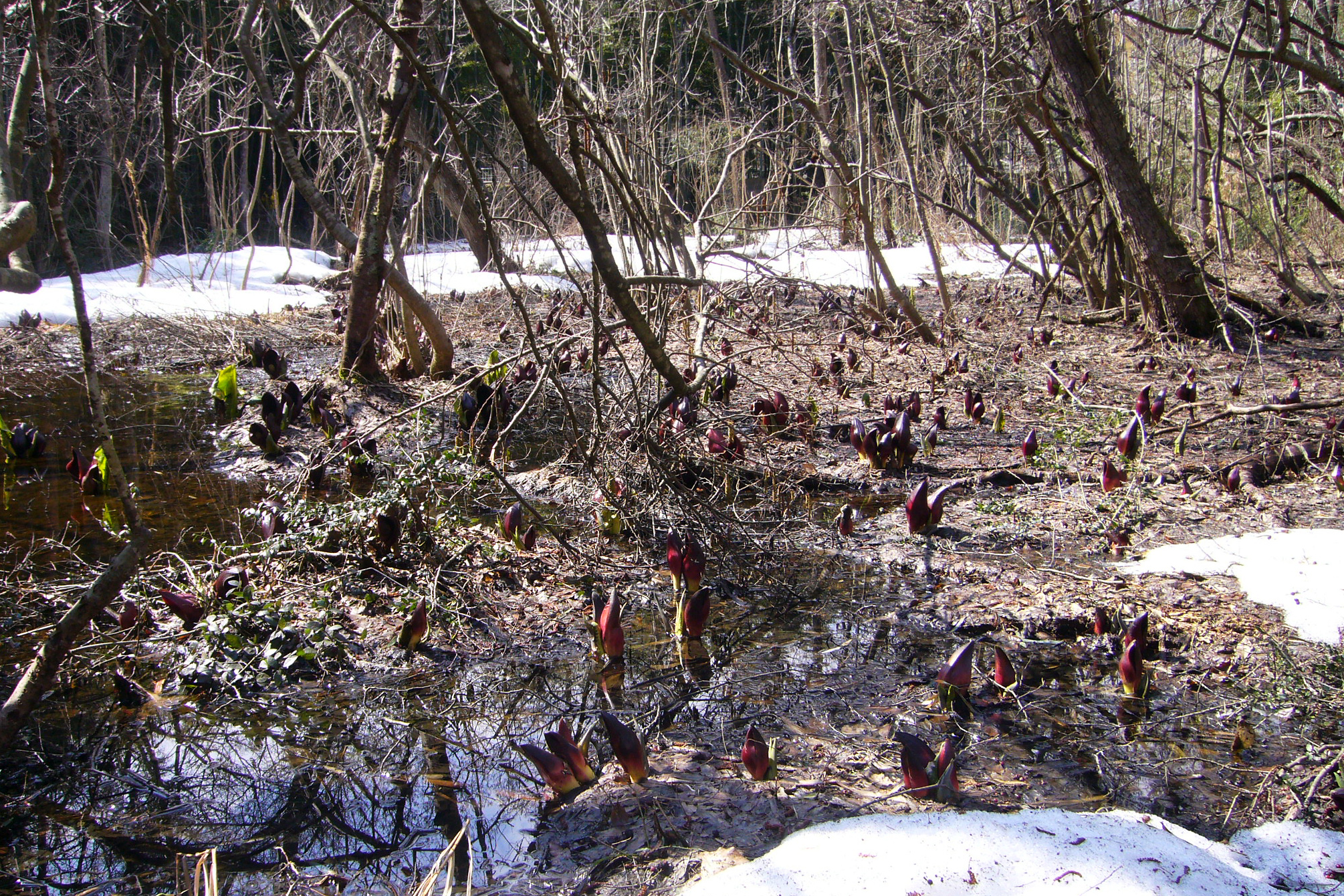
ザゼンソウ群生
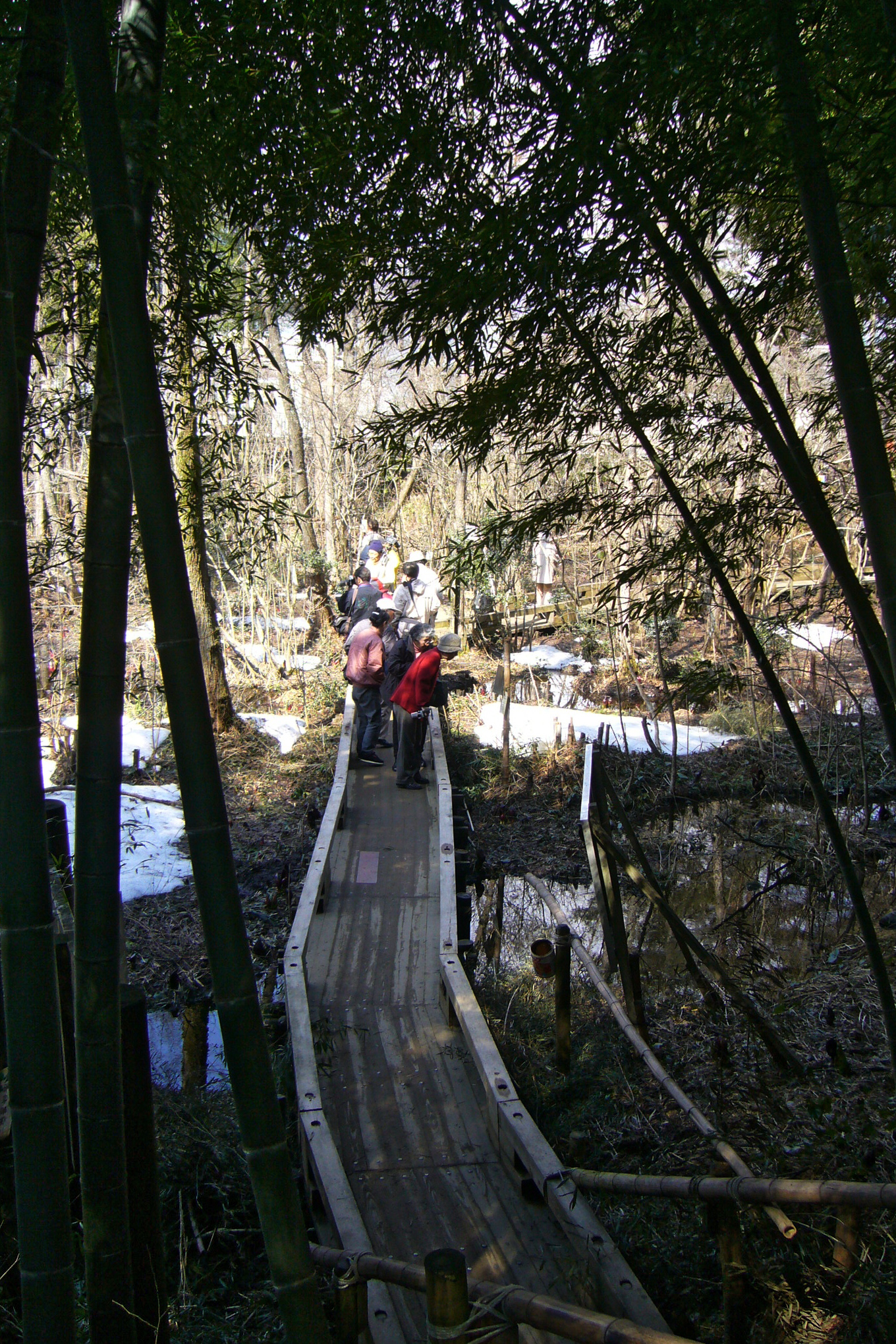
歩道

## 交通アクセス
- JR湖西線近江今津駅より西日本JRバス（若江線）で「ざぜん草前」停留所下車、徒歩3分。
- 同駅から徒歩20分。

## 周辺情報
- 宮の森公園
  - 阿志都弥神社・行過天満宮
- 琵琶湖周航の歌資料館
- ヴォーリズ通り
  - 今津ヴォーリズ資料館
  - 日本基督教団今津教会
  - 旧今津郵便局
- 今津港（竹生島行き）

座標: 北緯35度24分30秒 東経136度1分13.5秒 / 北緯35.40833度 東経136.020417度